# Eunotosaurus africanus
Eunotosaurus africanus è un rettile estinto, appartenente agli anapsidi. Visse nel Permiano medio (Capitaniano, circa 265 - 260 milioni di anni fa) e i suoi resti fossili sono stati ritrovati in Sudafrica. È stato per lungo tempo considerato un possibile antenato delle tartarughe.

## Descrizione
Questo animale è noto per numerosi fossili che permettono di ricostruirne l'aspetto. Eunotosaurus doveva avere una gabbia toracica semirigida, simile a quella delle tartarughe, e si suppone che dovesse spostarsi come i suoi analoghi attuali. Le costole erano molto ampie e piatte, e si toccavano l'un l'altra fino a formare larghe piastre analoghe al carapace di una tartaruga. Altre somiglianze includono il numero, la taglia e la struttura delle vertebre. Il cranio di Eunotosaurus, però, era molto diverso da quello delle tartarughe e ricorda molto quello dei più primitivi rettili anapsidi. L'animale intero, in vita, doveva essere lungo circa 30 centimetri.

## Classificazione
Eunotosaurus venne descritto per la prima volta nel 1892 sulla base di resti fossil provenienti dal Permiano medio del Sudafrica, ma fu solo nel 1914 che venne proposto come un possibile antenato dei cheloni. Lo zoologo inglese D. M. S. Watson salutò Eunotosaurus come una forma transizionale tra i cotilosauri (ora noti come captorinidi) e i cheloni. Lo studioso mise in relazione Eunotosaurus con "Archichelone", un nome creato per rappresentare un concetto di tartaruga arcaica, e notò che le costole di Eunotosaurus erano intermedie tra quelle delle tartarughe e quelle degli altri tetrapodi. L' "Archichelone" di Watson possedeva un cinto pelvico a ridosso della colonna vertebrale e posto sotto il carapace. I fossili di Eunotosaurus mostrarono che la pelvi era nella posizione normale per i tetrapodi, posta sopra le costole piuttosto che fra di loro (come invece nelle odierne tartarughe).
Eunotosaurus fu considerato l'antenato della tartarughe fino alla fine degli anni '40. Nel 1956, nel suo libro Osteology of the Reptiles, il paleontologo americano Alfred Sherwood Romer dichiarò che Eunotosaurus non poteva essere incluso nei cheloni basandosi sulle prove fossili. Romer classificò Eunotosaurus come un rettile anapside in un ordine a sé stante di sede incerta.

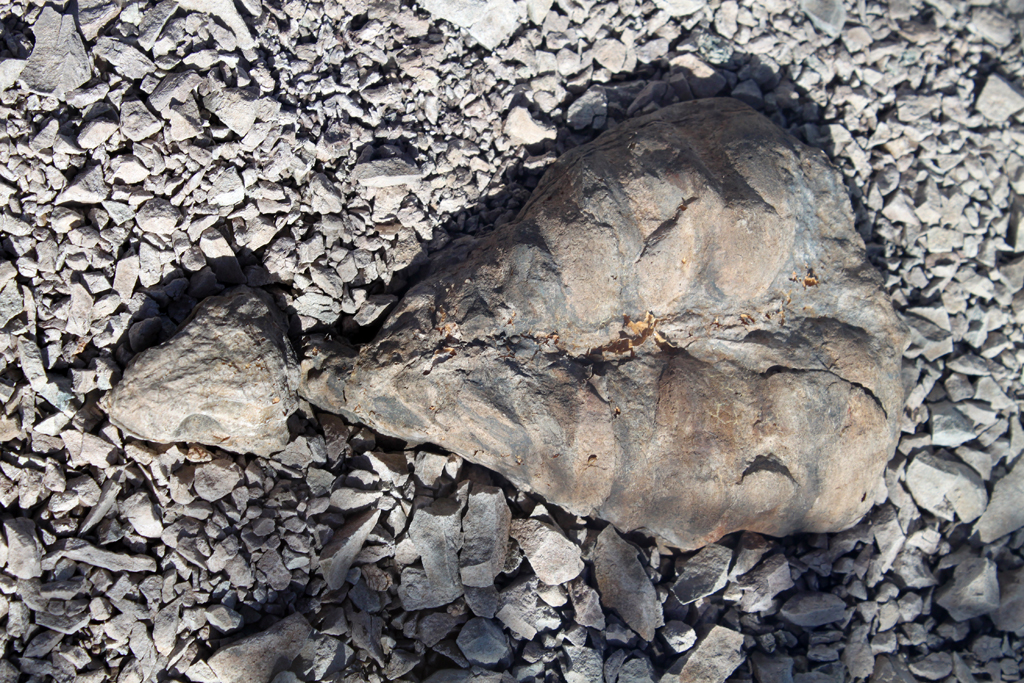
Fossile di Eunotosaurus africanus

Oltre un secolo dopo la sua prima descrizione, Eunotosaurus era conosciuto per una decina di esemplari, e il cranio era frammentario. Nonostante la scarsità di materiale, questo rettile era ben descritto. Due ulteriori scheletri vennero ritrovati nel Karoo Supergroup e descritti nel 1999; ora sono ospitati nel Bernard Price Institute for Palaeontological Research a Johannesburg. Eunotosaurus, benché relativamente raro, è abbastanza comune da essere usato come marcatore biostratigrafico: è presente nella parte superiore della Zona a Tapinocephalus e in tutte le parti della successiva Zona a Pristerognathus.
Eunotosaurus venne assegnato a una famiglia a sé stante, Eunotosauridae, nel 1954; poiché era l'unico rappresentante di questa famiglia, il termine è caduto in disuso, e nel 1969 venne posto nel sottordine dei Captorhinomorpha negli anapsidi. Attualmente Captorhinomorpha è incluso negli Eureptilia. Nel 2000, Eunotosaurus fu posto nel clade Parareptilia, separato dalle tartarughe e dai cotilosauri. Un'analisi filogenetica del 2008 ha messo in luce le strette parentele di Eunotosaurus con Milleretta rubidgei e quindi con la famiglia Millerettidae.
Un'analisi del 2010 per stabilire le origini delle tartarughe (recentemente considerate rettili diapsidi sulla base di prove genetiche e filogenetiche, e quindi più vicine a lucertole, coccodrilli e uccelli che agli anapsidi) ha incluso Eunotosaurus e la tartarugha del Triassico superiore Proganochelys; secondo questo studio, le tartarughe sarebbero a tutti gli effetti rettili anapsidi ed Eunotosaurus un loro stretto parente. Inoltre, lo studio identifica alcune caratteristiche che unirebbero Eunotosaurus e le tartarughe in un vero clade, tra le quali le costole larghe e a forma di T, dieci vertebre dorsali allungate, tubercoli cranici e un tronco ampio. Il clade comprendente Eunotosaurus e le tartarughe è stato definito "Pan-Testudines". Le "vere" tartarughe, come la più antica tartaruga Odontochelys, hanno un carapace vero e proprio.
Altri cladogrammi continuano invece a considerare Eunotosaurus un vero anapside, lontano dal gruppo delle tartarughe (Ruta et al., 2011):
|  | Brazilosaurus sanpauloensis |
|  |                             |
|  | Mesosaurus tenuidens        |
|  |                             |
|  | Stereosternum tumidum       |
|  |                             |

|  | "Millerosaurus" nuffieldi                                                    |
|  |                                                                              |
|  | \| \| Milleropsis pricei \| \| \| \| \| \| Millerosaurus ornatus \| \| \| \| |
|  |                                                                              |
|  | Milleropsis pricei                                                           |
|  |                                                                              |
|  | Millerosaurus ornatus                                                        |
|  |                                                                              |

|  | Milleropsis pricei    |
|  |                       |
|  | Millerosaurus ornatus |
|  |                       |

|  | "Millerosaurus" nuffieldi                                                    |
|  |                                                                              |
|  | \| \| Milleropsis pricei \| \| \| \| \| \| Millerosaurus ornatus \| \| \| \| |
|  |                                                                              |
|  | Milleropsis pricei                                                           |
|  |                                                                              |
|  | Millerosaurus ornatus                                                        |
|  |                                                                              |

|  | Milleropsis pricei    |
|  |                       |
|  | Millerosaurus ornatus |
|  |                       |

|  | "Millerosaurus" nuffieldi                                                    |
|  |                                                                              |
|  | \| \| Milleropsis pricei \| \| \| \| \| \| Millerosaurus ornatus \| \| \| \| |
|  |                                                                              |
|  | Milleropsis pricei                                                           |
|  |                                                                              |
|  | Millerosaurus ornatus                                                        |
|  |                                                                              |

|  | Milleropsis pricei    |
|  |                       |
|  | Millerosaurus ornatus |
|  |                       |

|  | "Millerosaurus" nuffieldi                                                    |
|  |                                                                              |
|  | \| \| Milleropsis pricei \| \| \| \| \| \| Millerosaurus ornatus \| \| \| \| |
|  |                                                                              |
|  | Milleropsis pricei                                                           |
|  |                                                                              |
|  | Millerosaurus ornatus                                                        |
|  |                                                                              |

|  | Milleropsis pricei    |
|  |                       |
|  | Millerosaurus ornatus |
|  |                       |

|  | Australothyris smithi   |
|  |                         |
|  | Microleter mckinzieorum |
|  |                         |
|  | Ankyramorpha            |
|  |                         |

|  | "Millerosaurus" nuffieldi                                                    |
|  |                                                                              |
|  | \| \| Milleropsis pricei \| \| \| \| \| \| Millerosaurus ornatus \| \| \| \| |
|  |                                                                              |
|  | Milleropsis pricei                                                           |
|  |                                                                              |
|  | Millerosaurus ornatus                                                        |
|  |                                                                              |

|  | Milleropsis pricei    |
|  |                       |
|  | Millerosaurus ornatus |
|  |                       |

|  | "Millerosaurus" nuffieldi                                                    |
|  |                                                                              |
|  | \| \| Milleropsis pricei \| \| \| \| \| \| Millerosaurus ornatus \| \| \| \| |
|  |                                                                              |
|  | Milleropsis pricei                                                           |
|  |                                                                              |
|  | Millerosaurus ornatus                                                        |
|  |                                                                              |

|  | Milleropsis pricei    |
|  |                       |
|  | Millerosaurus ornatus |
|  |                       |

|  | "Millerosaurus" nuffieldi                                                    |
|  |                                                                              |
|  | \| \| Milleropsis pricei \| \| \| \| \| \| Millerosaurus ornatus \| \| \| \| |
|  |                                                                              |
|  | Milleropsis pricei                                                           |
|  |                                                                              |
|  | Millerosaurus ornatus                                                        |
|  |                                                                              |

|  | Milleropsis pricei    |
|  |                       |
|  | Millerosaurus ornatus |
|  |                       |

|  | "Millerosaurus" nuffieldi                                                    |
|  |                                                                              |
|  | \| \| Milleropsis pricei \| \| \| \| \| \| Millerosaurus ornatus \| \| \| \| |
|  |                                                                              |
|  | Milleropsis pricei                                                           |
|  |                                                                              |
|  | Millerosaurus ornatus                                                        |
|  |                                                                              |

|  | Milleropsis pricei    |
|  |                       |
|  | Millerosaurus ornatus |
|  |                       |

|  | Australothyris smithi   |
|  |                         |
|  | Microleter mckinzieorum |
|  |                         |
|  | Ankyramorpha            |
|  |                         |

|  | Brazilosaurus sanpauloensis |
|  |                             |
|  | Mesosaurus tenuidens        |
|  |                             |
|  | Stereosternum tumidum       |
|  |                             |

|  | "Millerosaurus" nuffieldi                                                    |
|  |                                                                              |
|  | \| \| Milleropsis pricei \| \| \| \| \| \| Millerosaurus ornatus \| \| \| \| |
|  |                                                                              |
|  | Milleropsis pricei                                                           |
|  |                                                                              |
|  | Millerosaurus ornatus                                                        |
|  |                                                                              |

|  | Milleropsis pricei    |
|  |                       |
|  | Millerosaurus ornatus |
|  |                       |

|  | "Millerosaurus" nuffieldi                                                    |
|  |                                                                              |
|  | \| \| Milleropsis pricei \| \| \| \| \| \| Millerosaurus ornatus \| \| \| \| |
|  |                                                                              |
|  | Milleropsis pricei                                                           |
|  |                                                                              |
|  | Millerosaurus ornatus                                                        |
|  |                                                                              |

|  | Milleropsis pricei    |
|  |                       |
|  | Millerosaurus ornatus |
|  |                       |

|  | "Millerosaurus" nuffieldi                                                    |
|  |                                                                              |
|  | \| \| Milleropsis pricei \| \| \| \| \| \| Millerosaurus ornatus \| \| \| \| |
|  |                                                                              |
|  | Milleropsis pricei                                                           |
|  |                                                                              |
|  | Millerosaurus ornatus                                                        |
|  |                                                                              |

|  | Milleropsis pricei    |
|  |                       |
|  | Millerosaurus ornatus |
|  |                       |

|  | "Millerosaurus" nuffieldi                                                    |
|  |                                                                              |
|  | \| \| Milleropsis pricei \| \| \| \| \| \| Millerosaurus ornatus \| \| \| \| |
|  |                                                                              |
|  | Milleropsis pricei                                                           |
|  |                                                                              |
|  | Millerosaurus ornatus                                                        |
|  |                                                                              |

|  | Milleropsis pricei    |
|  |                       |
|  | Millerosaurus ornatus |
|  |                       |

|  | Australothyris smithi   |
|  |                         |
|  | Microleter mckinzieorum |
|  |                         |
|  | Ankyramorpha            |
|  |                         |

|  | "Millerosaurus" nuffieldi                                                    |
|  |                                                                              |
|  | \| \| Milleropsis pricei \| \| \| \| \| \| Millerosaurus ornatus \| \| \| \| |
|  |                                                                              |
|  | Milleropsis pricei                                                           |
|  |                                                                              |
|  | Millerosaurus ornatus                                                        |
|  |                                                                              |

|  | Milleropsis pricei    |
|  |                       |
|  | Millerosaurus ornatus |
|  |                       |

|  | "Millerosaurus" nuffieldi                                                    |
|  |                                                                              |
|  | \| \| Milleropsis pricei \| \| \| \| \| \| Millerosaurus ornatus \| \| \| \| |
|  |                                                                              |
|  | Milleropsis pricei                                                           |
|  |                                                                              |
|  | Millerosaurus ornatus                                                        |
|  |                                                                              |

|  | Milleropsis pricei    |
|  |                       |
|  | Millerosaurus ornatus |
|  |                       |

|  | "Millerosaurus" nuffieldi                                                    |
|  |                                                                              |
|  | \| \| Milleropsis pricei \| \| \| \| \| \| Millerosaurus ornatus \| \| \| \| |
|  |                                                                              |
|  | Milleropsis pricei                                                           |
|  |                                                                              |
|  | Millerosaurus ornatus                                                        |
|  |                                                                              |

|  | Milleropsis pricei    |
|  |                       |
|  | Millerosaurus ornatus |
|  |                       |

|  | "Millerosaurus" nuffieldi                                                    |
|  |                                                                              |
|  | \| \| Milleropsis pricei \| \| \| \| \| \| Millerosaurus ornatus \| \| \| \| |
|  |                                                                              |
|  | Milleropsis pricei                                                           |
|  |                                                                              |
|  | Millerosaurus ornatus                                                        |
|  |                                                                              |

|  | Milleropsis pricei    |
|  |                       |
|  | Millerosaurus ornatus |
|  |                       |

|  | Australothyris smithi   |
|  |                         |
|  | Microleter mckinzieorum |
|  |                         |
|  | Ankyramorpha            |
|  |                         |